# Мачеха (фильм, 1998)
«Ма́чеха» (англ. Stepmom) — американская драма режиссёра Криса Коламбуса c Джулией Робертс и Сьюзен Сарандон в главных ролях. Фильм повествует о том, как мать пытается противостоять любовнице своего бывшего мужа, которая станет мачехой их детей.

## Сюжет
Не очень молодой адвокат Люк Харрисон уходит от своей жены Джекки к молодой девушке Изабель Келли. Она работает фотографом в популярном журнале и хорошо зарабатывает. Всё было бы у них прекрасно, если бы он не забирал к себе на выходные детей от первого брака: 12-летнюю Энн и 7-летнего Бена. Джекки — очень ответственная мать, которая полностью контролирует жизнь своих детей, а молодая Изабель не может сразу подчинить свою жизнь и профессию требованиям Джекки, что поначалу приводит к конфликтам и напряжению. Изабель трудно найти общий язык с детьми, особенно со старшей девочкой-подростком, но всё же это у неё получается. И спустя некоторое время Изабель и дети уже подружились, в чем-то подвинув мать, что напрягает Джекки, которая не может скрыть свою материнскую ревность. Но все резко меняется в их отношениях, когда Джекки узнает, что у неё рак. К сожалению, лечение ей не помогло, все понимают, какой будет исход. И Джекки, взяв себя в руки, пытается подготовить детей и саму Изабель к тому, что им дальше придется всем жить без неё.

## В ролях
- Джулия Робертс — Изабель Келли
- Сьюзен Сарандон — Джеки Харрисон
- Эд Харрис — Люк Харрисон
- Джена Мэлоун — Энн Харрисон
- Лиам Эйкен — Бен Харрисон
- Мэри Луиза Уилсон — миссис Франклин
- Даррел Ларсон — Дункан
- Линн Уитфилд — мисс Свайкер, лечащий врач Джекки
- Дэвид Зейес — полицейский

## Саундтрек
1. Always And Always — Джон Уильямс
2. The Days Between — Джон Уильямс
3. Time Spins Its Web — Джон Уильямс
4. The Soccer Game — Джон Уильямс
5. A Christmas Quilt — Джон Уильямс
6. Isabel’s Horse And Buggy — Джон Уильямс
7. Taking Pictures — Джон Уильямс
8. One Snowy Night — Джон Уильямс
9. Ben’s Antics — Джон Уильямс
10. Isabel’s Picture Gallery — Джон Уильямс
11. Jackie And Isabel — Джон Уильямс
12. Jackie’s Secret — Джон Уильямс
13. Bonding — Джон Уильямс
14. Ain’t No Mountain High Enough — Марвин Гэй и Тамми Террелл
15. End Credits — Джон Уильямс

## Отзывы
На сайте-агрегаторе Rotten Tomatoes фильм имеет рейтинг 46 % на основании 90 критических отзывов.